# Roztoka (Kárpátaljai vajdaság)
Roztoka Lengyelország délkeleti részén, a Kárpátaljai vajdaságban, a Przemyśl járásban, Gmina Bircza község területén található település, közel a lengyel–ukrán határhoz.A település a járás központjától, Przemyśltől 30 kilométernyire délnyugatra található és a vajdaság központjától, Rzeszówtól 59 kilométernyire található délkeleti irányban.
A falu 1975 és 1998 közt a Przemyśl vajdasághoz tartozott és 1998 óta van a Kárpátaljai vajdaságban. 
A település első írásos említése 1538-ból származik. 
A faluban 1822-ben épült az első templom, majd ennek helyén épült fel a ma is látható épület 1926-ban. A korábban görögkatolikus templomot ma a római katolikus egyház használja.

## Fordítás
Ez a szócikk részben vagy egészben  a   Roztoka című angol Wikipédia-szócikk ezen változatának fordításán alapul.  Az eredeti cikk szerkesztőit annak laptörténete sorolja fel. Ez a jelzés csupán a megfogalmazás eredetét és a szerzői jogokat jelzi, nem szolgál a cikkben szereplő információk forrásmegjelöléseként.
Ez a szócikk részben vagy egészben  a   Roztoka (Podkarpackie) című lengyel Wikipédia-szócikk ezen változatának fordításán alapul.  Az eredeti cikk szerkesztőit annak laptörténete sorolja fel. Ez a jelzés csupán a megfogalmazás eredetét és a szerzői jogokat jelzi, nem szolgál a cikkben szereplő információk forrásmegjelöléseként.